# Städerskestrejken i Sverige (1974–1975)
Städerskestrejken i Sverige (1974–1975) var en arbetskonflikt på 1970-talet. Svenska städerskor strejkade mellan 1974 och 1975 för högre lön och bättre arbetsvillkor i Borlänge, Umeå, Kiruna, Svappavaara, Malmberget, Skövde och på Arlanda. Bakgrunden var missnöje med arbetsvillkor, löner och arbetstempo. Städbolag som ASAB expanderade och användes som murbräcka för lägre löner till städerskor. Städerskorna i Malmfälten och Borlänge fick till slut timlöner som innebar mer betalt, delvis på grund av sympatiåtgärder från arbetarna på LKAB och Domnarvsverken.